# Jaime Muro
Jaime Muro Solís (Lima, 10 de octubre de 1977) es un exarquero de fútbol peruano. Debutó en Universitario de Deportes. Preparador de arqueros del equipo profesional club de cesar Vallejo de Trujillo.jefe y coordinador en la formación de arqueros del club cesar Vallejo de trujillo

## Clubes
| Club                      | País | Año       |
| ------------------------- | ---- | --------- |
| Universitario de Deportes | Perú | 1995-1997 |
| Lawn Tennis FC            | Perú | 1999      |
| Sport Coopsol             | Perú | 2000-2001 |
| Estudiantes de Medicina   | Perú | 2002      |
| Alcides Vigo              | Perú | 2003      |
| Universidad San Martín    | Perú | 2004      |
| Unión Huaral              | Perú | 2004-2005 |
| Deportivo Municipal       | Perú | 2006      |
| UTC                       | Perú | 2006      |
| FBC Melgar                | Perú | 2007      |
| José Gálvez FBC           | Perú | 2008      |
| Total Chalaco             | Perú | 2009      |
| León de Huánuco           | Perú | 2010      |
| Deportivo Coopsol         | Perú | 2011      |
| Coronel Bolognesi         | Perú | 2012      |